# Дакија Аурелијана
Дакија Аурелијана (лат. Dacia Aureliana), односно Аурелијанова Дакија, или Дакија Нова (лат. Dacia Nova), односно Нова Дакија, била је римска провинција, која је настала у време цара Аурелијана (270—275), када су области на граници између тадашњих провинција Горње Мезије и Доње Мезије издвојене ради формирања нове покрајине. Иако је створена у средишњим областима Мезије, покрајина је добила име Дакија због тога што је основана поводом евакуације римског становништва из старе (прекодунавске) Дакије, која је напуштена за време владавине цара Аурелијана.
Као јединствена провинција, Аурелијанова нова Дакија постојала је све до накнадне поделе на две нове покрајине, које су добиле и посебна имена: Дакија Рипензис (лат. Dacia Ripensis) на северу и Дакија Медитеранеа (лат. Dacia Mediterranea) на југу. У науци постоје недоумице око тачног времена и начина поделе, тако да поједини стручњаци сматрају да је реорганизација извршена већ за време владавине цара Диоклецијана (284—305), док се други опредељују за време владавине цара Константина I (306—337).